# Bianca Bazaliu
Bianca Maria Bazaliu (* 30. Juli 1997 in Slatina) ist eine rumänische Handballspielerin, die dem Kader der rumänischen Nationalmannschaft angehört.

## Karriere
Bianca Bazaliu spielte anfangs in ihrer Heimatstadt bei LPS Slatina. Im Sommer 2014 unterschrieb die Rückraumspielerin einen Sechsjahresvertrag beim rumänischen Erstligisten CSM Bukarest. Mit CSM Bukarest gewann sie 2015, 2016, 2017 und 2018 die rumänische Meisterschaft sowie 2016, 2017, 2018 und 2019 den rumänischen Pokal. Weiterhin stand sie in der Saison 2015/16 im Finale der EHF Champions League. Vor Ende der Vertragszeit wechselte sie zum Ligakonkurrenten Corona Brașov. Ein Jahr später kehrte sie zu CSM Bukarest zurück. Mit CSM Bukarest gewann sie 2021 die rumänische Meisterschaft. In der Saison 2021/22 stand Bazaliu beim kroatischen Erstligisten ŽRK Podravka Koprivnica unter Vertrag, mit dem sie den kroatischen Pokal gewann. Anschließend wechselte sie zum rumänischen Erstligisten CS Gloria 2018 Bistrița-Năsăud.
Bazaliu gewann mit der rumänischen Jugendnationalmannschaft bei der U-18-Weltmeisterschaft 2014 die Goldmedaille. Sie belegte mit 76 Treffern den dritten Platz in der Torschützenliste und wurde in das All-Star-Team gewählt. Ein Jahr später nahm Bazaliu an der U-19-Europameisterschaft teil, bei der sie mit 85 Treffern den zweiten Platz in der Torschützenliste belegte. Mittlerweile gehört sie dem Kader der rumänischen A-Nationalmannschaft an. Nachdem sich Cristina Neagu bei der Europameisterschaft 2018 schwer verletzt hatte, wurde Bazaliu nachnominiert. Mit Rumänien belegte sie den vierten Platz. 2022 nahm Bazaliu an der Europameisterschaft teil, bei der sie elf Treffer erzielte. Bei der Weltmeisterschaft 2023, in deren Verlauf sie neun Treffer erzielte, belegte sie mit Rumänien den zwölften Platz.